# Calponia harrisonfordi
Genre
Espèce
Calponia harrisonfordi, unique représentant du genre Calponia, est une espèce d'araignées aranéomorphes de la famille des Caponiidae.

## Distribution
Cette espèce est endémiquede Californie aux États-Unis. Elle se rencontre dans les chaînes côtières californiennes dans les comtés de Santa Cruz, de Contra Costa, de Mendocino, de San Benito et de Santa Clara.

## Description
Calponia harrisonfordi compte huit yeux.
Le mâle holotype mesure 5,06 mm et la femelle paratype 5,21 mm

## Étymologie
Cette espèce est nommée en l'honneur d'Harrison Ford pour son activité en faveur de l'American Museum of Natural History.

## Publication originale
- Platnick, 1993 : A new genus of the spider family Caponiidae (Araneae, Haplogynae) from California. American Museum novitates, no 3063, p. 1-8 (texte intégral).